# Robert Grondelaers
Robert Grondelaers, född 28 februari 1933 i Opglabbeek, död 22 augusti 1989 i Opglabbeek, var en belgisk tävlingscyklist.
Grondelaers blev olympisk guldmedaljör i laglinjeloppet vid sommarspelen 1952 i Helsingfors.